# Moorwald im Ankerschen Ziegelbruch
Moorwald im Ankerschen Ziegelbruch este o arie protejată (arie specială de conservare — SAC, sit de importanță comunitară — SCI) din Germania întinsă pe o suprafață de 18 ha, integral pe uscat.

## Localizare
Centrul sitului Moorwald im Ankerschen Ziegelbruch este situat la coordonatele 53°39′45″N 10°42′09″E / 53.6625°N 10.7025°E.

## Înființare
Situl Moorwald im Ankerschen Ziegelbruch a fost declarat sit de importanță comunitară în septembrie 2004 pentru a proteja un număr necunoscut de specii din flora spontană și fauna sălbatică aflate în arealul zonei. Situl a fost protejat și ca arie specială de conservare în ianuarie 2010.

## Biodiversitate
Situată în ecoregiunea continentală, aria protejată conține 3 habitate naturale: Păduri de fag Luzulo-Fagetum, Păduri de fag Asperulo-Fagetum, Mlaștini împădurite.
La baza desemnării sitului se află un număr nedeclarat de specii protejate: